# ねじ式 (ミュージシャン)
ねじ式(ねじしき)は、日本の男性ミュージシャン、シンガーソングライター、DJ、ボカロP。
愛知県名古屋市出身。

## 概要
代表曲は「フリィダム ロリィタ」「Ice breaker」「ブラッディ グラビティ」など。
2013年8月にボカロPとしてニコニコ動画に初投稿する。
初投稿の「六等星の夜」から20週間連続で火曜日に新曲を投稿し、「火曜日P」と呼ばれるようになる。
2019年5月9日に「フリィダム ロリィタ」が自身初のミリオンを達成。

## 人物
作詞・作曲だけでなく、全ての楽器演奏も自ら行っているマルチプレイヤー。
卓越したポップセンスから生み出されるギター・ピアノを中心としたメロディラインと、そこに乗せる強さと繊細さを兼ね備えた歌詞は、聴くものに対して時に力強く先導する強さを、時に寄り添うような優しさを見せる。
高い創作意欲により、活動期間10年間の間に制作したオリジナルアルバムは10枚、参加したコンピレーションアルバムは10作品以上、動画再生サイトの総再生数はYouTube約3500万再生、ニコニコ動画は約800万再生。（2025年3月現在）
制作だけでなくリスナーと直接コミュニケーションをとる機会も重視し、ニコニコ超会議をはじめ各地で開催される同人イベントへの参加やライブ、 DJイベントも積極的に参加している。その活動範囲は国内に留まらず、台湾や香港、中国、シンガポール、韓国にも進出している。
また、各種大学、専門学校、高等学校のゲスト講師、講演、著作権に関するオンラインサロンのコメンテーターなど、講師業も積極的に行っている。
JASRAC会員。2023年2月10日に管理委託契約約款委員会就任。
洗足学園音楽大学非常勤講師。
2024年6月、JASRACの理事に就任した。

## ディスコグラフィ
|     | 発売日        | タイトル   |
| --- | ------------- | ---------- |
| 1st | 2021年1月29日 | 残酷と純粋 |

|      | 発売日         | タイトル            |
| ---- | -------------- | ------------------- |
| 1st  | 2014年4月26日  | The Wind-Up Diva    |
| 2nd  | 2014年11月15日 | The Hydrangean Diva |
| 3rd  | 2015年7月12日  | nostalgic diva      |
| 4th  | 2016年4月29日  | Sad Dancer          |
| 5th  | 2016年10月2日  | Tying The Moon      |
| 6th  | 2017年8月12日  | sissy songs         |
| 7th  | 2018年6月20日  | INDICTOR            |
| 8th  | 2019年10月9日  | nevertheless        |
| 9th  | 2020年12月9日  | Dive in Virus       |
| 10th | 2021年11月17日 | Wheel of Fortune    |
| 11th | 2023年6月7日   | RESTART             |
| 12th | 2024年9月25日  | world               |

|     | 発売日        | タイトル      |
| --- | ------------- | ------------- |
| 1st | 2019年1月16日 | BEST OF DIVA  |
| 2nd | 2022年6月1日  | BEST OF DIVA2 |

|     | 発売日         | タイトル     |
| --- | -------------- | ------------ |
| 1st | 2017年12月29日 | satellite    |
| 2nd | 2018年8月10日  | HITO-NATSU   |
| 3rd | 2020年2月5日   | last painter |

### 配信限定シングル
| 発売日         | タイトル                                                      |
| -------------- | ------------------------------------------------------------- |
| 2014年8月8日   | 勇者になれない僕ら (feat. IA)                                 |
| 2014年9月16日  | ダチュラと林檎                                                |
| 2015年1月16日  | エウロパの苦悩 (feat. GUMI)                                   |
| 2015年3月6日   | 吐心感情戦 (feat. IA)                                         |
| 2015年3月6日   | 大惨事ぼっち戦争 (feat. 結月ゆかり)                           |
| 2015年3月6日   | 紫陽花の夜 (feat. GUMI)                                       |
| 2015年3月6日   | 錯乱ぶる交差点 (feat. 結月ゆかり)                             |
| 2015年3月6日   | 月の裏側 (feat. 結月ゆかり & IA)                              |
| 2015年3月6日   | タイトロープドリーマー (feat. GUMI)                           |
| 2015年3月12日  | 紺碧の螺旋 (feat. IA)                                         |
| 2015年3月12日  | 顔だらけの本 (feat. 結月ゆかり)                               |
| 2015年3月12日  | サクラ、トキドキナミダ (feat. IA)                             |
| 2017年5月16日  | コイビトモダチ                                                |
| 2019年12月25日 | だらしないまんまいきていて feat.鏡音リン                      |
| 2021年2月2日   | 麗しき月                                                      |
| 2021年4月25日  | 春風邪 (feat. 富金原佑菜)                                     |
| 2022年8月12日  | メカクシンデレラ (feat. 初音ミク, 鏡音リン, 巡音ルカ & MEIKO) |
| 2024年11月21日 | オレンジ・ムーン                                              |
| 2024年12月11日 | remains                                                       |
| 2025年1月14日  | 月と蓮                                                        |

## 楽曲提供
- 絶叫する60度オリジナルアルバム「絶」収録曲
  - 「空蝉の花」（作詞/作曲）
  - 「タイトロープドリーマー」（作詞/作曲）
  - 「逆襲という名の旋律」（作詞/作曲）
  - 「才の雨に撃たれて」（作詞/作曲）
  - 「絶対零度ファンク」（作詞/作曲）
  - 「絶叫ジャッジメント」（作詞/作曲）
  - 「大惨事ぼっち戦争」（作詞/作曲）
  - 「T字路」（作詞/作曲）
  - 「道化師のパズル」（作詞/作曲）
  - 「無限の画用紙」（作詞/作曲）

- 浦島坂田船センラオリジナルアルバム
  - 「Luge」収録曲
    - 「give you up」（作詞・作曲・編曲）

  - 「VERITE」収録曲
    - 「intention」（作詞・作曲・編曲）

  - 「À la mode」収録曲
    - 「J'adore」（作詞・作曲・編曲）

  - 「GOSSIP」収録曲
    - 「FlashFever」（作詞・作曲・編曲）

  - 「MARCEL」収録曲
    - 「maison」（作詞・作曲・編曲）

- 島爺オリジナルアルバム「孫ノ手」収録曲
  - 「タイトロープドリーマー」（作詞・作曲・編曲）
- 札幌モーターショー公式ソング
  - 「bright horizon」（作詞・作曲・編曲）
- SEGA「maimai」、「CHUNITHM PARADISE」
  - 「フリィダムロリィタ」
- VRミステリーアドベンチャーゲーム「東京クロノス」ゲーム内BGM制作
- CeVIO AI 結月ゆかり 麗 公式デモソング「麗しき月」
- 音楽的同位体 可不 デモソング「ユメクヰメ」
- 音楽的同位体 狐子 デモソング「out of memory」
- VOCALOID6 Voicebank AI Megpoid デモソング「False_Hope」[6]
- TVアニメ「万聖街」OPテーマ
  - CeVIO AIさとうささら すずきつづみ プログラミング担当[7]
- TVアニメ「六道の悪女たち」向日葵乱奈（CV:上坂すみれ）キャラクターソング「初恋とバイオレンス」（編曲）
- 音声合成ソフトVoiSonaライブラリ「知声」 公式デモソング「アルタミラ」
- 音声合成ソフトVoiSonaライブラリ「MYK-IV」 公式デモソング「オラトリオ」
- Synthesizer V AI ついなちゃん公式デモソング「モンタージュ」
- CeVIO AIさとうささら すずきつづみ 公式デモソング「アオザクラ」
- Laughtopia（岩崎諒太、狩野翔） 2nd single 「君にマシュマロキッス」（作曲・作詞・編曲）「EDEN」[8]
- MARUKADO「KAWASAKI RIFF」収録曲[9]
  - 「マルカロンド」（作詞・作曲・編曲）
- 赤兎かい「月と蓮」（作詞・作曲・編曲）
- LiLYPSE（暁みかど）「クオリア」（作曲・編曲）

## 出演
| 出演日         | 会場                           | 内容                                               |
| -------------- | ------------------------------ | -------------------------------------------------- |
| 2017年3月19日  | 恵比寿CreAto                   | 結月ゆかりフェス！【奏（かなで）】バンド出演       |
| 2018年9月22日  | 白金高輪 SELENE b2             | ゆかりあかりフェス！奏 2018 バンド出演             |
| 2021年8月13日  | 名古屋CLUB QUATTRO             | 1st Oneman Live ”Dive in Virus バンド出演          |
| 2022年10月8日  | 大塚Hearts+                    | Nejishiki Oneman Live “Freedom Painter” バンド出演 |
| 2024年1月7日   | Music Lunge24/7                | Vocation Chiba DJ出演                              |
| 2024年1月27日  | TFTホール                      | VOCALOCK MANIA ver.2 DJ出演                        |
| 2024年3月2日   | 今池ベルベットアイスクリーム   | Virtual Voice Harmoney DJ出演                      |
| 2024年3月16日  | 渋谷CAMELOT                    | HYPER TURBO DJ出演                                 |
| 2024年5月11日  | 大塚Hearts+                    | T字路の向こう側 バンド出演                         |
| 2024年6月2日   | 渋谷SHIBUYA Club asia          | VOCALOGIC DJ出演                                   |
| 2024年6月30日  | 大阪MILULARI Delight           | VOCALOiD LiMiT vol.23 GUMI生誕祭 DJ出演            |
| 2024年8月11日  | 新潟LOTS                       | 初音ミク夜空パーティー DJ出演                      |
| 2024年11月2日  | 鹿児島JADE Kagoshima           | かごボカ DJ出演                                    |
| 2024年12月14日 | 仙台Sendai Music Space BARTAKE | VOCALOID EXPLOSION vol.39 DJ出演                   |

## 講演・インタビュー
- 2019年3月23日
  - JASRACのラスボスだけど何か質問ある？[21]（ニコニコ生放送）

- 2022年4月20日
  - VOCALOID公式サイト　スペシャルインタビュー「ボカロPとVOCALOID」[22]

- 2022年10月3日
  - ボカロP×音楽制作発表会[23]（角川ドワンゴ学園N/S高等学校、沖縄県うるま市）

- 2024年1月26日
  - TOKYO XR・メタバース＆コンテンツビジネスワールド　クリエイティブステージ登壇[24]

- 2024年2月23日
  - 静岡新聞インタビュー掲載[25]

- 2024年7月9日
  - KENDRIX公式YouTube「音楽ができるまでをのぞいてみた vol.15 ねじ式×エンドウ.」出演

- 2024年12月15日
  - BIGBOSS仙台　特別トークセミナー[26]

- TASCAMユーザーレビュー・インタビュー
  - VL-S5[22]
  - VL-S3 / VLS3BT[22]

- 名古屋ビジュアルアーツ スペシャルトークショー
- ビジュアルアーツ専門学校 大阪　スペシャルトークショー
- 中央高等学院　ライフサポートオンラインチャンネル特別講師
- 九州ビジュアルアーツ特別講師
- JNCAオンラインサロン・トークセッション　ゲスト出演
- JASRACをもっと使いこなそうぜ！ニコニコ生放送出演[27]
- ヤマハミュージック　プレミアムトークイベント（名古屋、東京開催）
- CUBASE × ねじ式 『ボカロPが教えるDTM入門講座！』
- Vket 2022 Winter 対談イベント『ボカロP × ヤマハ開発者-二つの視点で”ボカロ文化”を語る-』
- ニコニコ動画　ボカコレ投稿作品を褒める生放送(ボカほめ)
- SHOW! 国際音楽･ダンス･エンタテイメント専門学校　オンライントークイベント[28]
- WIPO(世界知的所有権機関)ワークショップ講演[29]
- 学校法人角川ドワンゴ学園「ボカロP職業体験」トークセッション
- CBCラジオ「RADIO MIKU」〜目指せボカロPへの道〜コーナーレギュラー[30]
- 歌ってみたチャンピオンシップ Vol.1 〜ねじ式編〜　審査員
- 広島大学総合科学部国際共創学科 研究協力
- VoiSona presents Special Composers Session出演
  - 第１回ゲスト：エンドウ.
  - 第２回ゲスト：太田雅友（SCREEN mode）
  - 第３回ゲスト：やしきん
  - 第４回ゲスト：遠藤ナオキ
  - 第５回ゲスト：ミト（クラムボン）
  - 第６回ゲスト：前迫潤哉
- チュー祭トークショー[31]
- MI TOKYO作曲講座
- 東京スクールオブミュージック＆ダンス専門学校　オープンキャンパスゲスト
- 大阪音楽大学　プロフェッショナル研究
- Dospara Creative Production DCP MUSIC LAB vol.1講師

## 参加イベント（海外）
- 2024年2月24日・25日　台湾　CWT
- 2024年3月9日　上海　創作連鎖2024[32]
- 2024年5月18日　台湾　VOCAWORLD-08[33]
- 2024年8月24日・25日　韓国　illustar fes[34]
- 2024年11月30日　上海　創作連鎖
- 2025年2月8日　台湾 V2PN [35]

## 参加イベント（国内）
- コミックマーケット
- M3
- マジカルミライ
- THE VOC@ALOID M@STER
- ガタケット
- VOCALOID STREET
- 声音の宴